# Agni Air
Agni Air Pvt. Ltd. fue una aerolínea con base en Nepal que inició sus operaciones en marzo de 2006. Tenía su sede central en Katmandú.

## Historia
Agni Air comenzó a operar el 16 de marzo de 2006 en los sectores de Lukla y Tumlingtar con un Dornier 228 y comenzó a volar a Biratnagar al día siguiente.
La aerolínea cesó sus operaciones en 2013.

## Destinos
La Dirección de Aviación Civil de Nepal (CAAN) otorgó a Agni Air un certificado de operador aéreo, permitiendo a esta realizar vuelos regulares, así como vuelos de montaña. Agni Air efectuaba vuelos regulares a los siguientes destinos (en junio de 2010):
| Ubicación  | IATA | Aeropuerto                           | Destinos                                                      |
| ---------- | ---- | ------------------------------------ | ------------------------------------------------------------- |
| Bhadrapur  | BDP  | Aeropuerto de Bhadrapur              | Kathmandú                                                     |
| Bhairahawa | BWA  | Aeropuerto Gautama Buddha            | Kathmandú                                                     |
| Biratnagar | BIR  | Aeropuerto de Biratnagar             | Kathmandú                                                     |
| Jomsom     | JMO  | Aeropuerto de Jomsom                 | Pokhara                                                       |
| Katmandú   | KTM  | Aeropuerto Internacional de Katmandú | Bhadrapur, Bhairahawa, Biratnagar, Lukla, Pokhara, Tumlingtar |
| Lukla      | LUA  | Aeropuerto de Lukla                  | Kathmandú                                                     |
| Pokhara    | PKR  | Aeropuerto de Pokhara                | Jomsom, Kathmandú                                             |
| Tumlingtar | TMI  | Aeropuerto de Tumlingtar             | Kathmandú                                                     |

## Flota
La flota de Agni Air se componía de:
- 2 Dornier 228, uno de los cuales quedó totalmente destruido el 24 de agosto de 2010 en un accidente.
- 3 Jetstream41

## Accidentes e incidentes
- El Vuelo 101 de Agni Air se estrelló a las afueras de Kathmandú durante una fuerte tormenta el 24 de agosto de 2010, matando a las catorce personas que viajaban a bordo del aparato.[6]